# The Everlasting Gaze
"The Everlasting Gaze" är en låt av den amerikanska rockgruppen The Smashing Pumpkins, skriven av bandets frontman Billy Corgan. Det är inledningsspåret på albumet Machina/The Machines of God (2000) och låten gavs ut som singel i Nordamerika den 9 december 1999. Låten planerades även att släppas internationellt i januari 2000 men trots en flitigt spelad musikvideo av Jonas Åkerlund föll valet istället på "Stand Inside Your Love".
I videon ser man basisten D'arcy Wretzkys ersättare Melissa Auf der Maur.

## Medverkande
- Billy Corgan – sång, gitarr
- James Iha – gitarr
- D'arcy Wretzky – bas (dock inte i musikvideon)
- Jimmy Chamberlin – trummor

## Listplaceringar
| Lista (1999–2000)                  | Högsta position |
| ---------------------------------- | --------------- |
| USA Mainstream Rock (Billboard)    | 14              |
| USA Modern Rock Tracks (Billboard) | 4               |